# NGC 5187
NGC 5187 је спирална галаксија у сазвежђу Ловачки пси која се налази на NGC листи објеката дубоког неба.
Деклинација објекта је + 31° 7' 48" а ректасцензија 13h 29m 48,2s. Привидна величина (магнитуда) објекта NGC 5187 износи 13,7 а фотографска магнитуда 14,5. NGC 5187 је још познат и под ознакама MCG 5-32-29, CGCG 161-69, KUG 1327+313, IRAS 13274+3123, PGC 47393.